# Roy van Aalst
Roy van Aalst (Enschede, 28 maart 1983) is een Nederlands voormalig politicus. Van 23 maart 2017 tot en met 30 maart 2021 was hij lid van de Tweede Kamer namens de Partij voor de Vrijheid (PVV). Daarnaast zat Van Aalst in de zittingsperiode van maart 2015 tot mei 2017 namens de PVV in de Provinciale Staten van Overijssel.
Op 23 maart 2017 werd hij geïnstalleerd als lid van de Tweede Kamer. Hij diende in 2019 samen met Alexander Kops en Dion Graus een initiatiefwetsvoorstel in houdende een noodregeling over stikstof. In 2020 was Van Aalst lid van de Parlementaire ondervragingscommissie Kinderopvangtoeslag. Samen met Lilian Helder diende hij in 2020 de initiatiefnota "Geen plaats voor geweld in het openbaar vervoer" in. Voor de Tweede Kamerverkiezingen 2021 stond Van Aalst op de 19e plek op de kandidatenlijst. Omdat de partij verloor en 17 zetels behield, moest Van Aalst op 31 maart 2021 de Kamer verlaten.
Voor de Provinciale Statenverkiezingen van maart 2023 was Van Aalst lijsttrekker in Overijssel voor Belang van Nederland.

## Persoonlijk
Van Aalst woont samen met zijn vrouw en twee kinderen in Hengelo en is mede-eigenaar van een metaalbedrijf in Enschede.
- Parlement.com: vkaqasbcluh2